# Las Estrellas (telenovela)
Las Estrellas é uma telenovela argentina produzida por Pol-ka Producciones E exibida pelo canal El Trece entre 29 de maio de 2017 e 19 de janeiro de 2018.
É protagonizada por Celeste Cid, Marcela Kloosterboer, Violeta Urtizberea, Natalie Pérez e Justina Bustos e antagonizada por Rafael Ferro...

## Sinopse
Cinco irmãs de diferentes mães se reúnem por motivo da morte de seu pai, Mario Estrella. Na leitura do testamento, descobrem que seu progenitor lhes impõe uma condição importante para cobrar a herança: deverão construir com êxito um "hotel boutique", em um ano. Assim, Virginia, Lucía, Carla , Florencia e Miranda não terão mais opção a não ser aprender a lidar com suas grandes diferenças. Uni-las era o desejo de seu pai. Será que mesmo depois de morto, ele conseguirá o que tanto quis?

## Elenco
- Celeste Cid - Virginia Estrella
- Marcela Kloosterboer - Lucía Estrella
- Violeta Urtizberea - Florencia Estrella
- Natalie Pérez - Carla Estrella
- Justina Bustos - Miranda Estrella
- Esteban Lamothe - Javo Valdés
- Rafael Ferro - Ignacio Basile Córdoba
- Gonzalo Valenzuela - Manuel Eizaguirre
- Luciano Castro - Mariano Montenegro
- Nazareno Casero - Dani Caccavella
- Nicolás Francella - Federico Alcántara
- Nicolás Riera - Leo Loma
- Patricia Etchegoyen - Elisa de Estrella
- Patricia Viggiano - Coki
- Silvia Kutika - Teresa de Estrella
- Julieta Nair Calvo - Jazmín del Río
- Ezequiel Rodríguez - Sebastián Le Brun
- Ines Palombo - Nadia
- Marcelo Melingo - Augusto
- Maia Francia - Amanda
- Josefina Pieres - Agustina
- Silvina Luna - Julia
- Ezequiel Iván Cwirkaluk - Muhammed Alí Rodriguez

### Participações
- Guido Messina - Influencer

## Audiência
O primeiro capitulo estreou com 20 pontos de rating, e picos de 23,4.